# Fatih Duran
Fatih Duran (* 28. Februar 1987 in Düsseldorf) ist ein deutsch-türkischer Fußballspieler.

## Karriere
Fatih Duran begann mit dem Fußballspielen in seiner Heimatstadt bei den Sportfreunden Düsseldorf und dann bei der Fortuna. Dort wechselte er nach der Jugend in die zweite Mannschaft und schaffte mit dem Team 2007 den Aufstieg in die viertklassige Oberliga Nordrhein. Danach nahm er zwar auch an der Saisonvorbereitung der ersten Mannschaft teil, spielte aber in der folgenden Saison nur in der U-23.
Zur Spielzeit 2008/09 wechselte er dann in die Niederrheinliga zu TuRU Düsseldorf. Bis dahin hatte Duran immer als Stürmer gespielt, aber als nach einer Verletzung der linke Verteidiger ausfiel, wurde er dort eingesetzt und erfüllte seine Aufgabe so gut, dass das ab da seine Stammposition wurde. Nach zwei Jahren in der sechsthöchsten deutschen Spielklasse versuchte er, in der Türkei im Profifußball unterzukommen, der Wechsel kam aber nicht zustande. Er spielte ein weiteres Jahr bei der TuRU, die 2011 als Vizemeister nur knapp den Aufstieg verpasste.
Danach bekam er ein Angebot des Drittligisten Rot-Weiß Oberhausen. Duran unterschrieb für ein Jahr und bereits am ersten Spieltag der Saison 2011/12 hatte er seinen ersten Einsatz im Profifußball. Es folgten jedoch nur vier weitere Kurzeinsätze und so kehrte er nach der Winterpause im Januar 2012 zu TuRU Düsseldorf zurück. Dort spielte Duran noch drei weitere Jahre, ehe er in der Winterpause 2015/16 zum Landesligisten Sportfreunde Baumberg wechselte. Mit dem Verein stieg er in die Oberliga Niederrhein auf. Im Sommer 2017 wechselte Duran zum Landesligisten FSV Duisburg, mit dem er ebenfalls den Oberligaaufstieg erreichte. Danach wechselte er zum Mitaufsteiger 1. FC Kleve. Nach einem Jahr verließ er Kleve und ging zum Düsseldorfer Bezirksligisten SG Unterrath.

## Erfolge
- Aufstieg in die Oberliga Nordrhein 2007 mit Fortuna Düsseldorf II
- Aufstieg in die Oberliga Niederrhein 2016 mit Sportfreunde Baumberg
- Aufstieg in die Oberliga Niederrhein 2018 mit FSV Duisburg